# 罗马军团

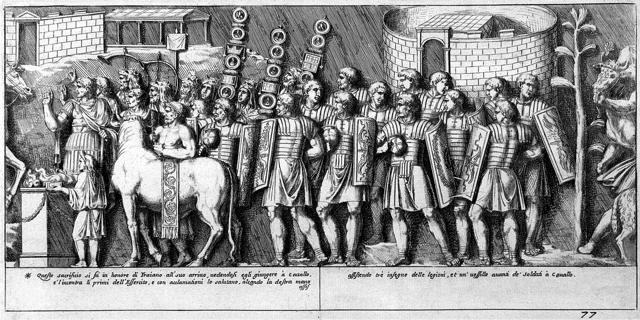
圖拉真柱的羅馬軍團浮雕印

罗马军团（英語：Roman legion，意為軍階）為罗马共和国及罗马帝国时期的正规军队，以其高效的适应性及机动性征服了地中海沿岸地区。
按照古罗马传统，一旦有战争爆发，执政官就需要担负起从合格的公民中临时征集起一支军队的职责。而后，两名执政官中的一个，就需要率领这支主要由志愿者组成的军队开赴战场。
直到前2世纪的最后几年，除了少数特别情况外，罗马大体上仍然在实行这种传统的兵农合一的公民兵制度，所有的士兵都必须符合：必须达到户口调查的第15等级或以上。至少拥有3,000塞斯特尔提乌斯的财产。能够自行购置所属兵种等级对应的武器装备等严格条件。
自蓋烏斯·馬略當選前107年的執政官後，對羅馬進行了一系列軍事改革。馬略的軍事改革對羅馬歷史的發展有着深遠影響。改革擴大了兵源，增強了軍隊戰鬥力，但同時也使軍隊性質逐漸發生變化，為日後的軍閥出現以及軍事獨裁的建立奠定了基礎，馬略一就任，就立即着手開始進行軍事改革。他一反舊制，對已經不符合當時實際情況的做法進行變更，並把之前第二次布匿戰爭期間就已經出現的一些臨時性的，但卻行之有效的應急措施從法律上予以固定。
這些措施包括以募兵制代替徵兵制。馬略放棄了早就難以為繼的財產資格限制，規定凡是自愿且符合條件的羅馬公民，包括無財產者都可以應募入伍。這樣就解決了困擾羅馬多年的因符合服役資格者不足而導致的兵源匱乏問題。而且也延長服役年限，明確軍餉報酬，軍隊能夠進行長期的正規訓練，有利於戰鬥力的提高。馬略規定，士兵一旦入伍，必須服役滿16年。士兵退伍後，還能在被征服地區分得屬於自己的土地或一次性退休金，大多士兵會選擇後者，因為大多分得的土地是比較荒涼遠無人煙的地方。然後在改編羅馬軍團編制，戰鬥隊形則變得更加多樣，作戰的靈活性和指揮效能得到加強，統一武器裝備規格、樣式，而便于軍隊補給。

## 馬略改革之前

### 士兵來源
羅馬公民握有土地，役齡在二十七歲至六十五歲，應執政之徵召而入伍。這種徵召稱「克拉西斯」（classis），最後演變為「階級」（class）。第一種徵召令是下達給有能力購置全套金屬盔甲的人，有的可買兩匹馬成為重騎兵，其他種徵召令給予較貧窮的人。

### 士兵的类型
- 少年兵：缺乏训练，组成轻步兵。装备普通标枪和投镖，还配有一個小圓盾。
- 青年兵：有一定的战斗经验，组成军团的第一横列。装备两支重标枪、一支宽刃短剑和一个方盾。
- 壮年兵：年龄在三十岁左右，为军队的核心，组成军团的第二横列。装备两支重标枪、一支宽刃短剑和一个方盾。
- 成年兵：年龄最大，经验最丰富。通常构成军队的后备队。组成军团的第三横列。装备一支十二英尺的长矛和一个方盾。

少年兵 Velites
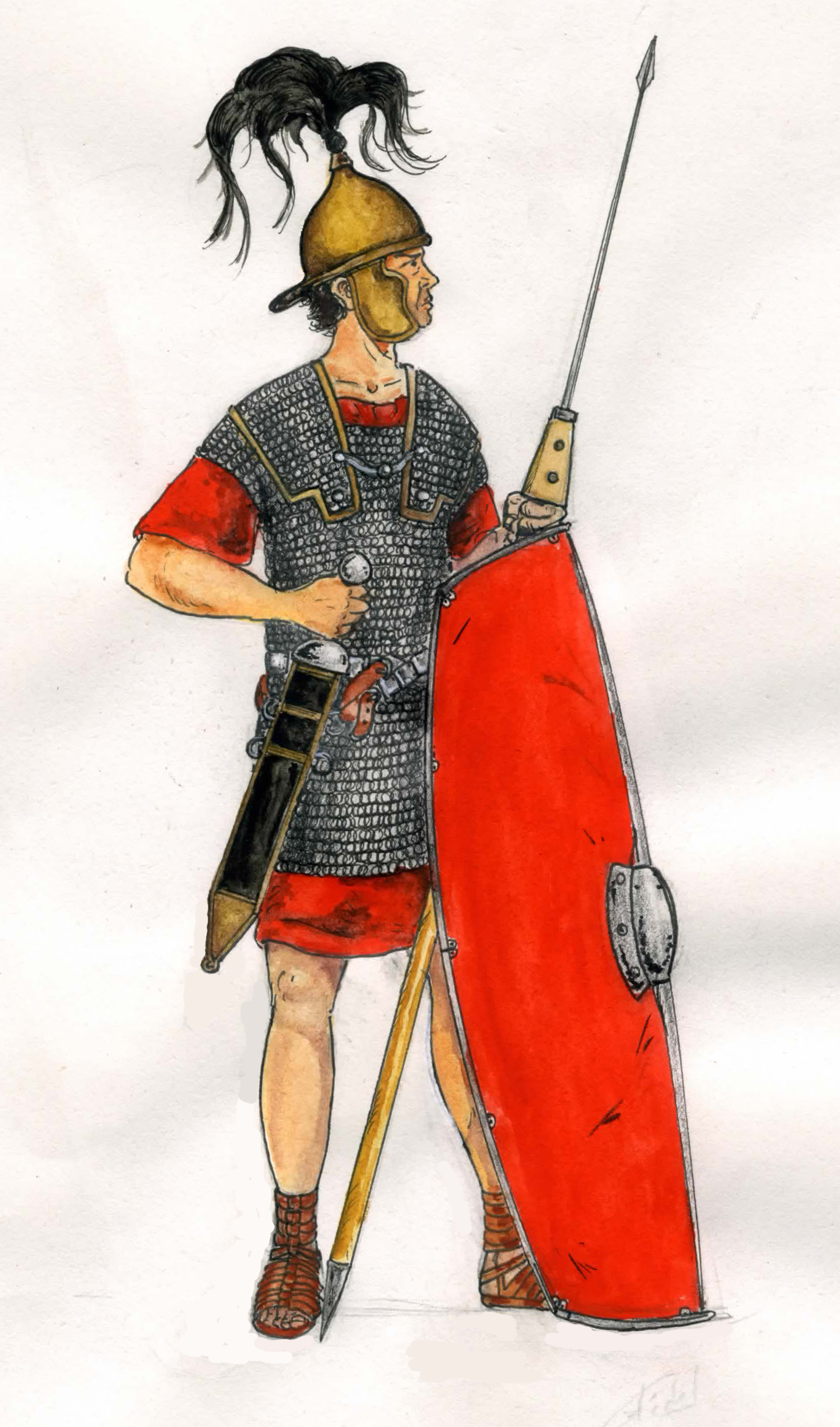
青年兵 Hastati/ 壯年兵 Principes
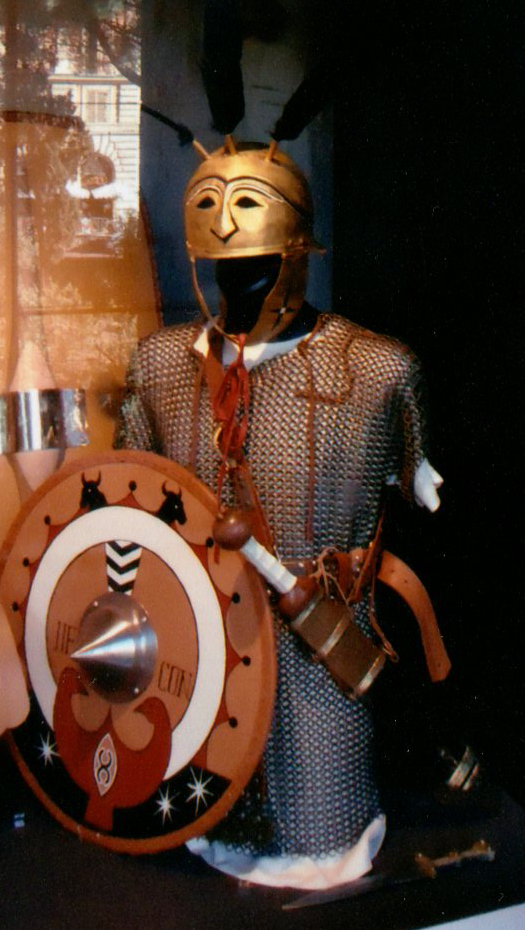
成年兵 Triarii
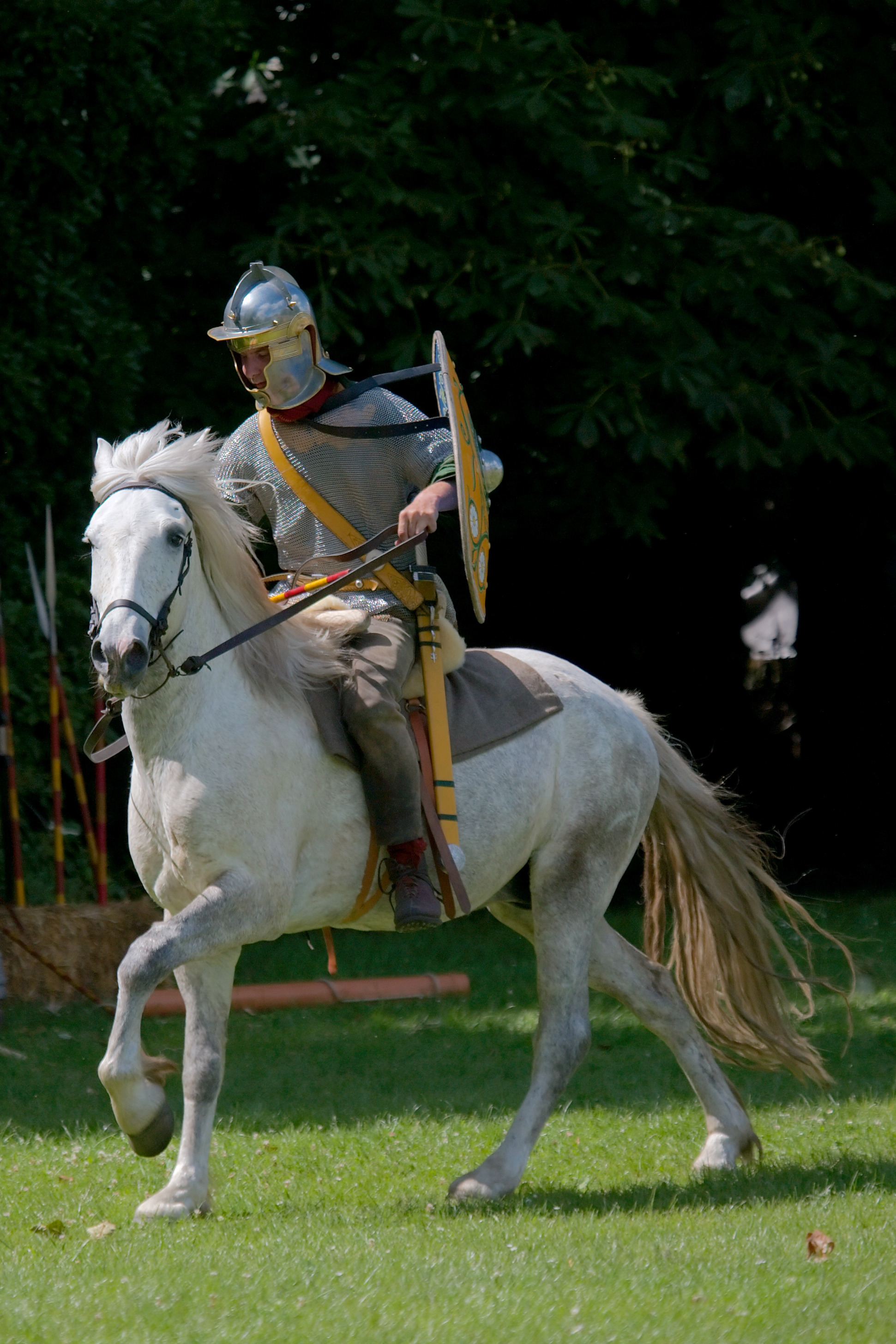
騎兵 Equites

### 武器配备
- 短剑：近距离武器。长约两英尺，宽约两英寸。剑头尖利，适合刺杀和劈刺。剑柄用木、骨、象牙或金属制成。这种短剑起初被称为“西班牙短剑”，是大西庇阿从西班牙引进的武器。
- 方盾：长方形凸面体，高约四英尺，宽约两英尺。木制，蒙有兽皮，并用窄条金属加固。
- 重标枪：远距离武器。最大投射距离约为六十英尺。前端为四点五英尺的金属长杆，附有一个铁枪尖。后端为四点五英尺的木制长杆，上面绕有一根绳索，在投射的瞬间拉动绳索，使标枪旋转前进，可刺破盾牌或盔甲。前后两端通常用两个销钉固定。标枪最大的特点就是锐利细弱，不論在杀伤敌人或擊中地面之后，枪头都会弯曲变形而失去攻擊性，可防止敌人捡起后再投掷回来，且若擊中敵人的盾牌後，槍頭那容易彎曲變形且帶倒鉤的設計讓敵人難以拔下，長柄的標槍若不拔下會讓盾牌難以操作，使敵人放棄盾牌而失去重要的防護力。

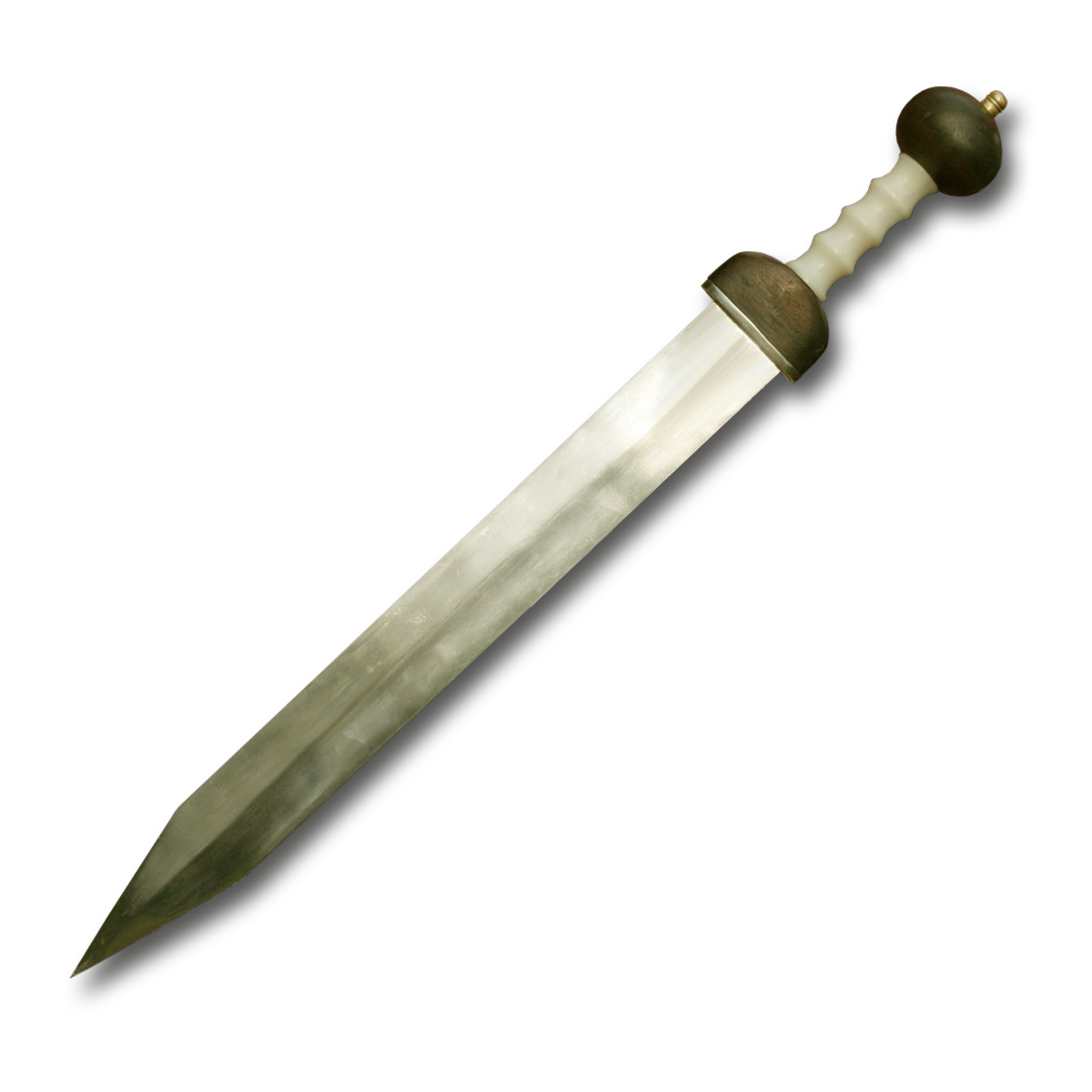
短劍 Gladius
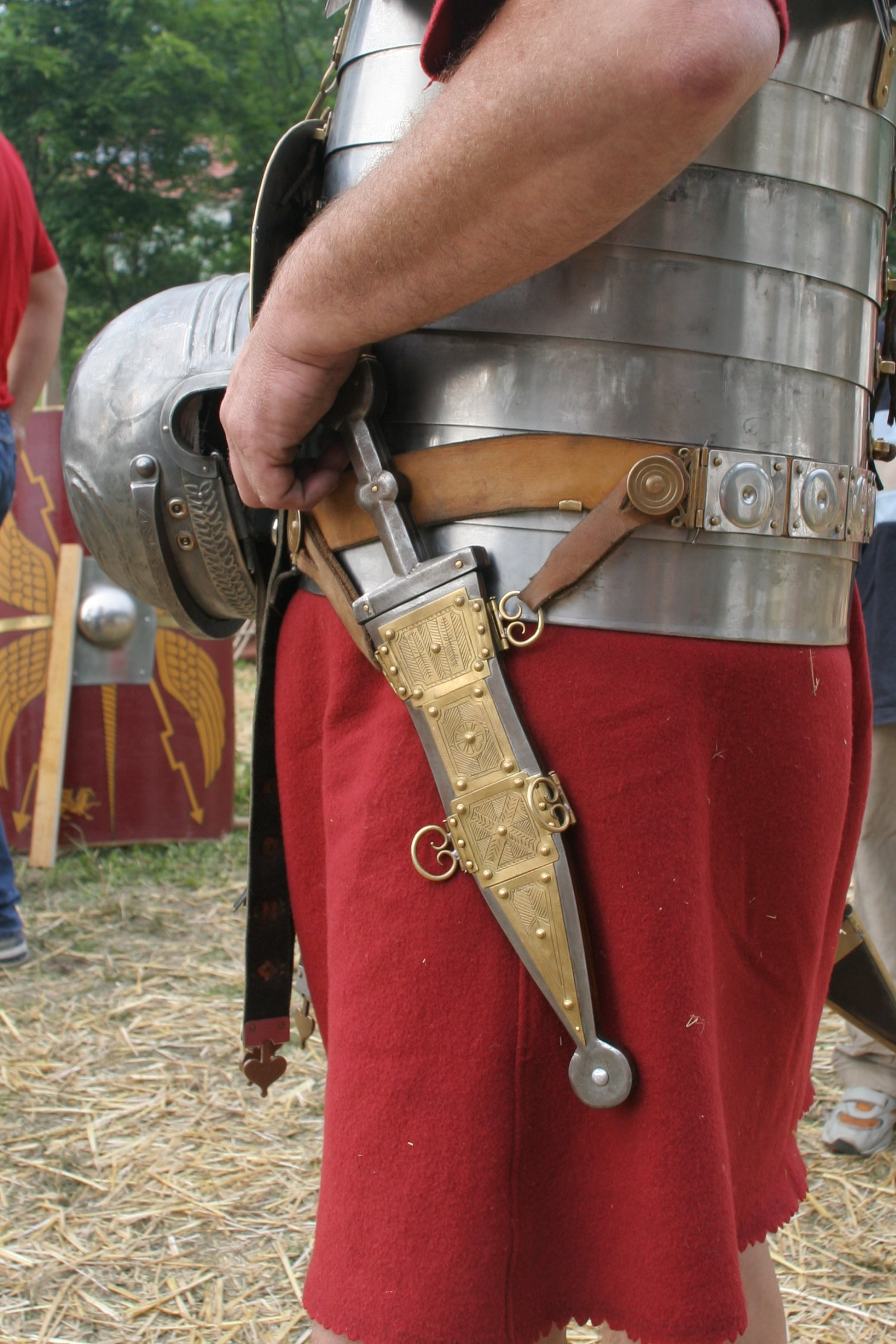
匕首 Pugio
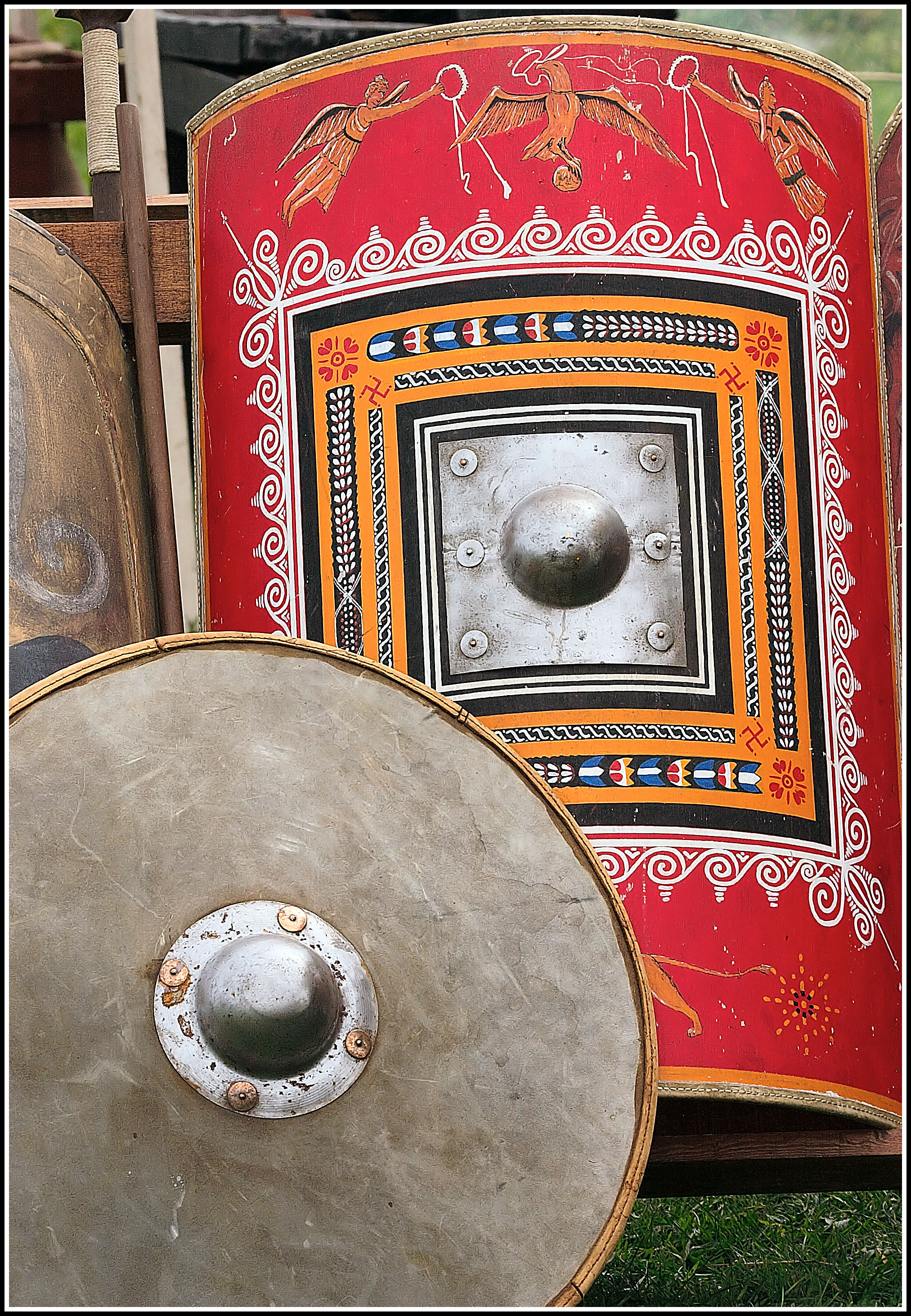
盾 Scutum
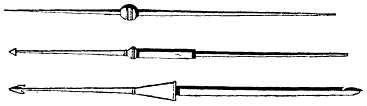
標槍 Pilum
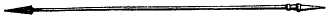
矛 Hasta

### 前期罗马军团的编制

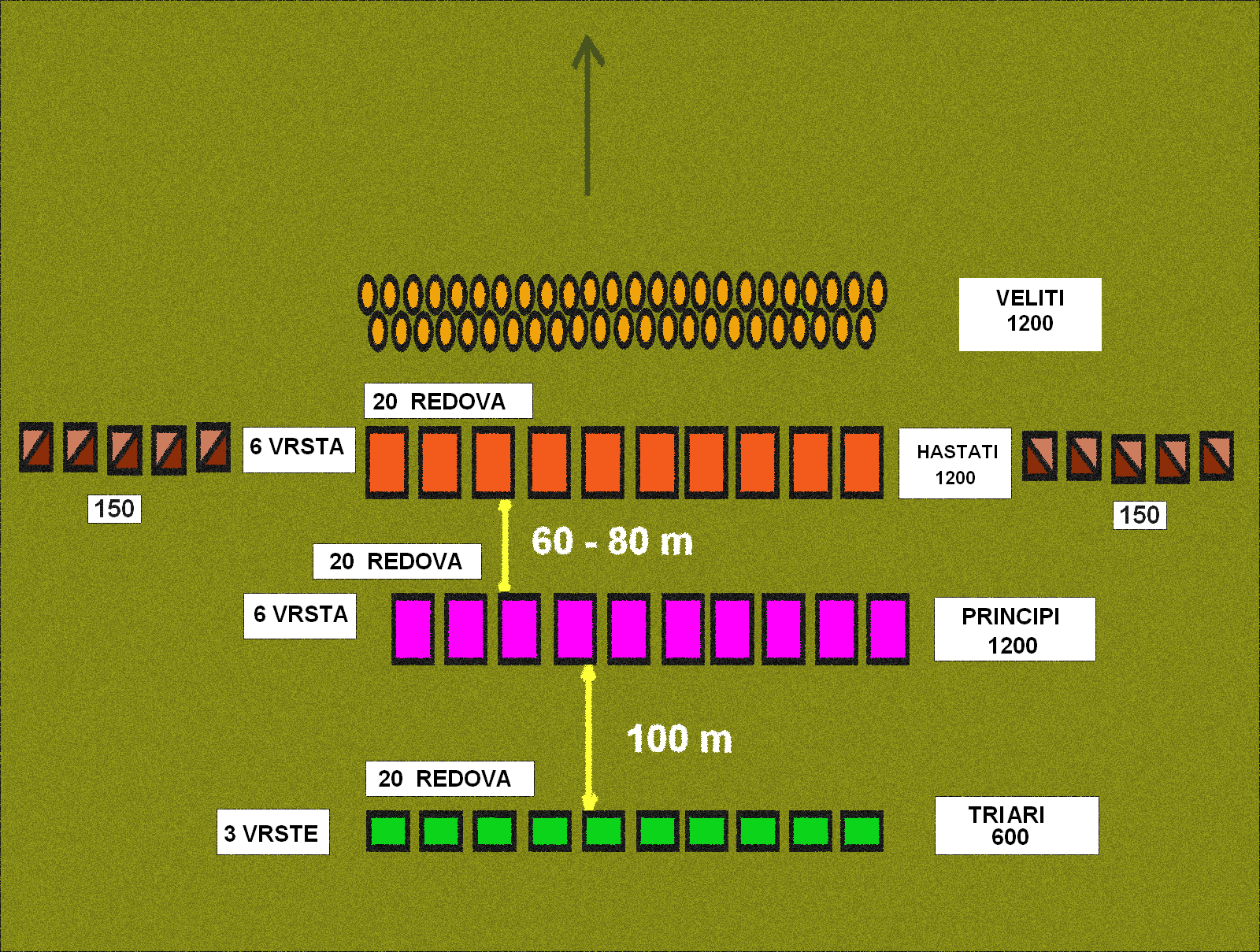
前期羅馬軍團的陣列。少年兵(Velites)在隊伍前方擔任散兵。青年兵(Hastati)位於第一列，壯年兵(Principes)位於第二列，成年兵(Triarii)位於最後。每一列分為10個中隊(manipulus)。騎兵則配置於兩翼。

- 八個同級的士兵組成一個小队，由一名小队长指挥。
- 七個小队組成一個百人队，加上指挥的百夫長、副官、执旗手和文书等人，共60人左右。
- 由两个百人队组成一个基本战术单位——中队，一个中队通常有120人，若为成年兵中队，则只包含一个百人队。
- 一個青年兵中队，一個壯年兵中队加上一個成年兵中队组成一个大队，但这一时期的大队仅为行政职能，并非作战时期的编制队形。
- 十个青年兵中队、十个壮年兵中队、十个成年兵中队和1,200名少年兵（一般会平均分布于十个大队）组成一个罗马军团，一般由4200名步兵与300名骑兵组成。同时，一个罗马军团配有一个附属军团，也称联合军团。两者的建制类似，但是附属军团的骑兵为600人。两者加起来总共有8000余人。
- 两个罗马军团与两个附属军团共同构成了执政官统帅的集团军，由一名執政官指挥。

### 前期羅馬軍團“三線對列”
闻名天下的罗马隊列其基本单位为小队，每个小队构成一組。將它與希臘方陣混為一談是種極為普遍的誤解。
每横列20人，纵6人。两人之间间隔1.8－2米。横列的各小队之间约为30米间隔。各小队交错排列。
整个隊列通常由三个横列组成。
青年兵组成的第一横列。
壮年兵组成的第二横列。
成年兵组成的第三横列。

### 军团战术
采用三队列法。由青年兵组成的第一横列首先推进，当距离敌人20码时，将重标枪掷出。同时，军团开始疏散。往往在标枪掷出之后完成疏散，第一横队的士兵开始冲锋，前两列士兵与敌人用短剑进行格斗。后面6－7列士兵投掷标枪。数分钟后，由壮年兵组成的第二横列替换，第一横列后撤休息。由少年兵组成的轻步兵负责掩护军团的两翼与背后，同时还要找回可使用的标枪，补充给撤回的第一横列。一场战役通常进行数轮替换。
成年兵为军团的后备队。一般当青年兵和壮年兵两次攻击都无法击退敌人时，成年兵才投入战斗。此时少年兵和壮年兵在成年兵长矛阵的掩护下进行重组，随后同老兵一起加入战斗。但是这种情况很少发生，一般来说前两轮攻击已经足以击溃敌人了。
|  |  |  |

## 馬略改革之後
马略改革后，一个满编的罗马军团定员6000人，分为10个連队，其中第一連队有800人，其余9个連队每队480人，以及少量骑兵。罗马军团还拥有大量辅助军团协助作战，他们由没有罗马公民权但有拉丁公民权的民众组成。

### 士兵的来源
罗马军团的士兵来源于“罗马人”，也就是一定要拥有罗马公民权才能被允许加入罗马军团。这些罗马人主要包括了农村里的村夫和城市里的贫民，其中有些人可能除了公民权以外一无所有。罗马公民需要在军队里服役16年，随后作为老兵再延期服役4年。到罗马帝国后期，这个期限分别延长至20年和5年。延期服役的士兵在军队里享有一些优惠，并且有可能当上掌旗官。
罗马军团（以及辅助军团）的招募方式分为两种，募兵和征兵。募兵是指公民自愿报名入伍，和现代美利坚合众国武装力量的士兵来源比较类似。由于种种原因，罗马军团在绝大多数情况下，仅靠募兵就能招收到足够的士兵。征兵是在募兵以后仍招收不到足够士兵时才使用的手段，强迫某些罗马公民入伍，如不接受将会导致法律制裁。由于募兵一般都能满足兵员需求，征兵情况就很少发生了；而且使用这种强迫式的手法会使罗马公民感到非常不满，实际上的这种情景就更少了。但是辅助军团的士兵来源就不那么“怀柔”了。共和末期，强行征兵的情况时有发生。
辅助军团的士兵由行省居民（未获得罗马公民权的行省住民）组成，许多本来是行省居民，而由于加入了辅助军团而得到罗马公民权的罗马人，他们的后代在很多时候会考虑加入父辈曾经服役过的罗马军团。
罗马军团的士兵在退伍后将会得到一片土地或者一笔不菲的退休金，更多的人倾向于选择后者。為配合國家的土地開發政策，授予的土地，或者更好听的说法，庄园，普遍情况下根本就是穷山恶水的一片空地罢了，还不如领上一笔退休金自己购置土地来的划算。退伍士兵有時能集體參與新的殖民都市建設計畫，在工程期間支薪並在完成後擁有私人地產（但住宅的興建費用必須自費）。此类殖民都市经常成为大量退役士兵及其妻小的聚居地，在一定程度上促进了罗马士兵的世袭化，有时也在前方军团营地遇袭时提供支援（包括直接参战的军事支援）。
辅助军团的士兵在退役后将得到罗马公民权，成为罗马人。
但是，自从卡拉卡拉皇帝颁布行政命令，使所有行省居民均成为罗马公民以后，军团士兵和辅助部队士兵的人员结构便发生了动摇。

### 军团编制

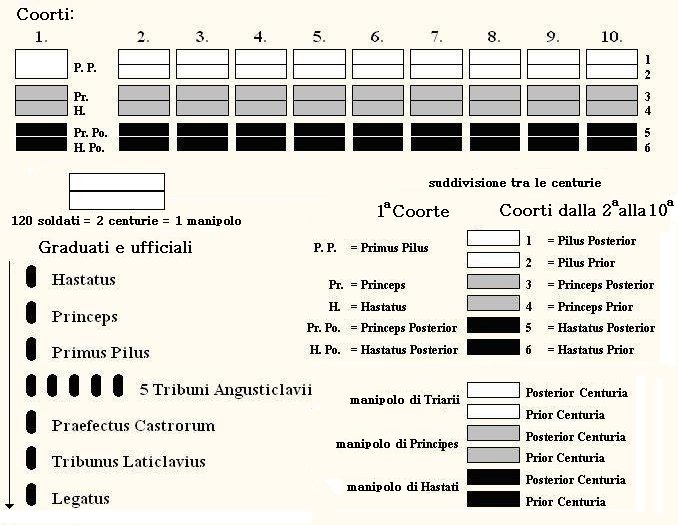
馬略改革後的羅馬軍團。一個羅馬軍團由10個大隊(Cohors)組成，每個軍團中以第一大隊最為資深。每個大隊由6個百人隊(Centuria)組成，六個百人隊由資淺到資深分別為：hastatus posterior、hastatus prior、princeps posterior、princeps prior、pilus posterior以及pilus prior。

- 每8名罗马军团士兵为一个小队，又称同帐小队，共用一头骡子来打杂。
- 10个小队称为一个百人队，拥有一名百夫长，掌旗手（平时兼任财务管理），号角手和副百夫长。一个百人队有80名士兵。
- 两个百人队称为一个中队，由两个百夫长中资格较老的那名统领。一个中队有160名士兵。
- 三个中队称为一个大队，拥有480名士兵，6个百人队。
- 这是第二至第十大队的编制。

第一大队由5个“双倍”的百人队（也就是1个中队或者2个小队）组成，每个队伍160名士兵。第一大队共有800名士兵，是军团的精英所在。
十個大隊以外，再加上一個600人的“技術隊”，負責操作輕重石弩等投射武器。類似今日的砲兵隊。
这样组成了一个军团，大约6000人。其中还包括了一些军官、文职、少量的骑兵。

### 高級軍官
- 帝國軍團長/統帥（英语：Legatus Augusti pro praetore）： 統領兩個或兩個以上軍團的指揮官。屬於元老院階級的統帥還擔任他指揮的軍團所駐紮的行省總督。統帥一職由皇帝任命，通常任期3或4年。
- 軍團長：指揮整個羅馬軍團的指揮官。由皇帝任命的軍團長通常由元老院議員擔任，儘管軍團長一職的任期可以更長，通常指揮軍團時間為3或4年。在只有一個軍團的羅馬行省中，指揮官由總督兼任。在此情況下，總督將身兼軍團長和統帥。他同時還擔任非軍團指揮體系的正式組成部分，附屬於軍團的輔助部隊（英语：Auxilia）指揮官。
- 副長（英语：Tribunus laticlavius）：拉丁文字源譯為寬紋護民官: 以元老院議員所穿的紫色寬條紋束腰托加長袍命名，這種軍事護民官由皇帝或元老院任命。雖然他通常都很年青，但比窄紋護民官/參謀官更具經驗，他僅次於軍團長，擔任軍團的副指揮官。由於年齡和經驗都不足，他並非作戰中實際的二把手，但如果軍團長殉職，他將接掌軍團的指揮權。
- 營地長（英语：Praefectus castrorum）：營地長是軍團中排行第三的指揮官，一般來說他是一名具長役齡的老兵，之前曾擔任“首席百夫長”，並在軍團中完成了25年役期，但其社會地位低於各軍事護民官。儘管他是被安排負責訓練軍團兵的高級軍官，他亦可以指揮附屬羅馬軍團的輔助步兵大隊。
- 參謀官（英语：Tribunus angusticlavius）：拉丁文字源譯為窄紋護民官: 每個軍團有五個較低級的護民官，他們通常來自羅馬騎士階級，並且至少有幾年的軍事經驗。他們往往擔任軍團行政官的角色。[2]這種軍事護民官通常是年輕人政治生涯中可選的第一步(參閱晉升體系)。[3]

### 百夫長

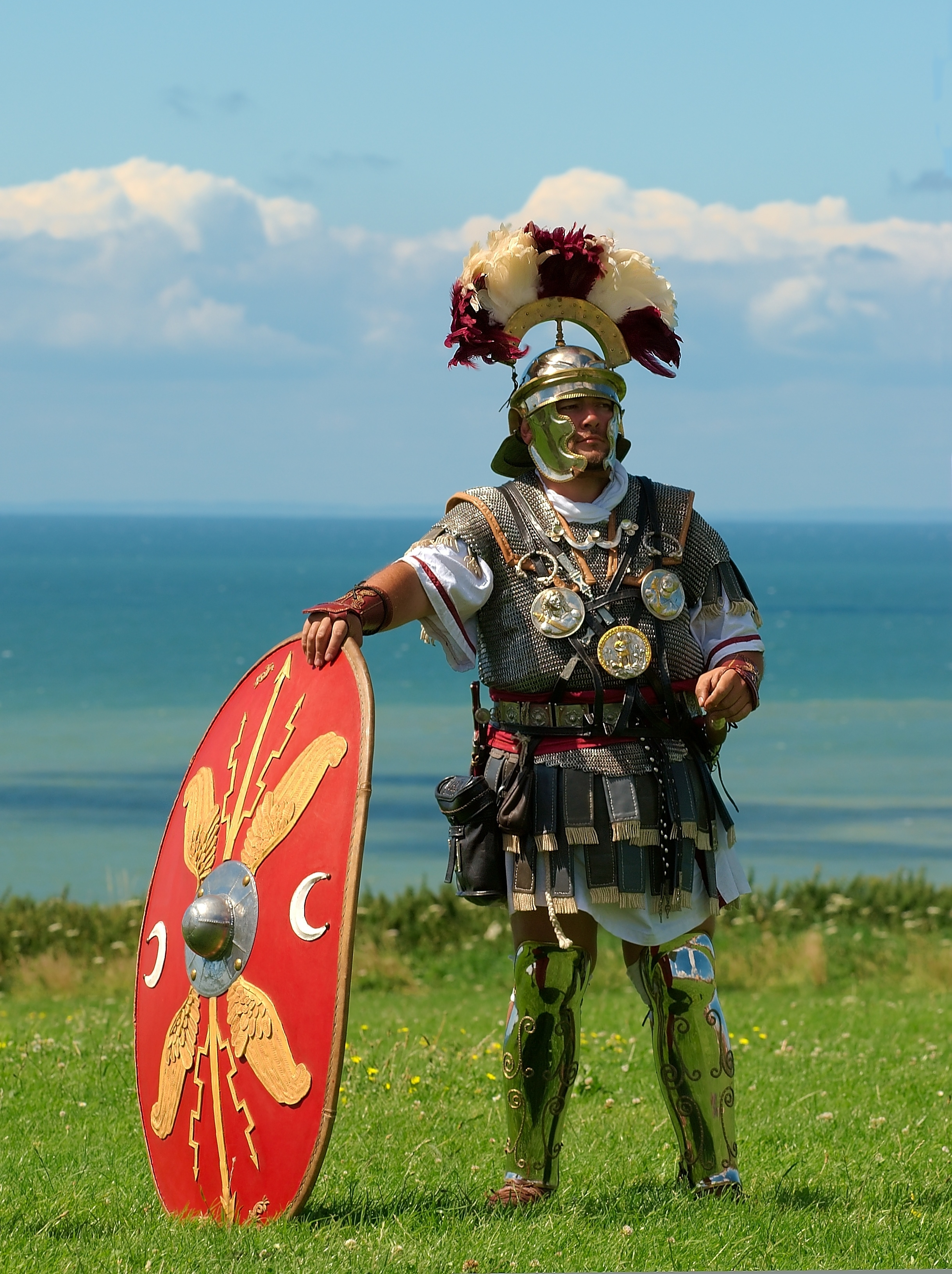
身著羅馬百夫長服裝的歷史重演者

百夫長一職是一個肩負重責大任的軍階。軍團中最資深的百夫長稱為“首席百夫長”，他直接指揮第一列步兵大隊的第一個百人隊，並在作戰中統領整個第一步兵大隊。在第二到第十列步兵大隊的第一個百人隊的指揮官被稱為“首列百夫長”，並在作戰中指揮他所屬的整個步兵大隊。在首列百夫長之後的是第一大隊的其餘五個百人隊指揮官，他們被稱為“一級百夫長”。
- 首席百夫長（英语：Primus pilus）：整個軍團中最高級的百夫長，是第一列步兵大隊的第一個百人隊的指揮官。首席百夫長有機會以後晉升為營地長，退役後多數獲得晉身羅馬騎士階級。他的軍餉也比普通的百夫長高，是軍團兵的60倍，軍餉和參謀官一樣的水平。
- 首列百夫長： 第二到第十列步兵大隊的第一個百人隊指揮官。隸屬於首席百夫長，是軍團內所有百夫長中最高級的。當軍團處於作戰陣型時，首列百夫長被賦予了指揮整個大隊的指揮權。通常首列百夫長通過內部晉陞由經驗豐富的老兵擔任。
- 一級百夫長： 軍團最高級的第一列步兵大隊的其餘五個百人隊指揮官。軍餉是軍團兵30倍，除了首列百夫長以外比第二到第十列的普通百夫長高。
- 百夫長：每個軍團有59或60名百夫長，十個步兵大隊中由一名百夫長指揮一個百人隊。他們是軍團的骨幹，負責管理士兵日常生活並在戰場上發佈命令。他們一般通過晉陞成為百夫長，但在某些情況下可能是皇帝或其他更高級別的軍官直接任命。排名最後的第十步兵大隊第6百人隊指揮官是最低級的百夫長，軍餉是軍團兵的10倍。

### 作战方式
后期罗马军团的战斗方式比较弹性化，但大多数情况下仍然使用三列阵。然而并不是以前按照装备等级和作战经验划分，而是第一列四个大队、第二第三列分别三个大队，以便战场上保持轮换，始终能让士兵以饱满的体力进行战斗，前排士兵在战斗几分钟后将后撤，并由后方的士兵接手战斗，随后依次轮换。相比之下，希腊方阵或者马其顿方阵中后排士兵只有在前排士兵倒下才会接手进行搏斗。

### 装备、待遇和军饷
罗马军团的军饷较普通公民的薪水略低，大约每三天可以得到两个狄那利斯銀幣，而罗马的非技术工人大约每天是一个狄那利斯銀幣（相當於十個賽斯泰契斯銅幣）。而且所谓的军饷还要负担一些日常用品（包括八人小队中的那头骡子的粮草），所以实际到手的军饷可能更低。根据埃及出土的两份罗马士兵的账本来看，刨去日常吃用开销，大约只有三分之一的金钱是能真正入手的。除此之外，也有罗马皇帝时而下发的奖金、战利品、战斗奖励之类不定期但数额较大的收入。另外每个士兵退休时将得到3000狄那利斯的一次性退休金，或者一片“庄园”，只是，这笔退休金有时不能按时发放。另外，罗马士兵的工资一般会存放在百人队的掌旗手那里。
罗马禁卫军的薪资较高，在帝国初期，大约每天1.875狄那利斯。
另外，罗马帝国时期，军团士兵的薪饷不断提高，例如奥古斯都就将士兵的年薪从140狄那利斯提升为225狄那利斯。
同时必须注意的是，在4世纪的罗马帝国后期，军队的薪水是用价值坚挺的金币发放的。相对于当时以一路贬值不已的“银币”（更准确的说法是镀银铜币）作为主要收入的普通市民，军队的薪酬相当稳定。
罗马军团（近卫军团除外）在日常需要承担大量繁重的修桥铺路、砍柴挖壕之类的土木工程。大多数士兵为了减轻此类劳动的强度，会经常对百夫长贿赂。在日常劳动中，也会经常被百夫长们鞭笞。普通士兵对百夫长乃至军团长的不满主要便由此而来。“第一公民”提比略执政时期，潘诺尼亚的三个军团和日耳曼的四个军团哗变的主要原因，就是莱茵河和多瑙河的土木劳动相当繁重；当然，禁卫军团和普通军团之间待遇的差距也是哗变爆发的另一个原因。此次哗变随后被提比略之子杜路苏斯和养子日耳曼尼库斯化解，士兵的部分要求得到了满足。

### 较著名的军团番号
古罗马比较有名的军团番号：
- 第一“日耳曼尼亚”军团
- 第二“奥古斯塔”军团
- 第三“奥古斯塔”军团
- 第五“云雀”军团
- 第七“克劳狄”军团
- 第八“奥古斯塔”军团
- 第九“西班牙”军团
- 第十“盖米纳”军团
- 第十三“盖米纳”军团
- 第十七、十八、十九军团（在條頓堡森林戰役中被消滅）

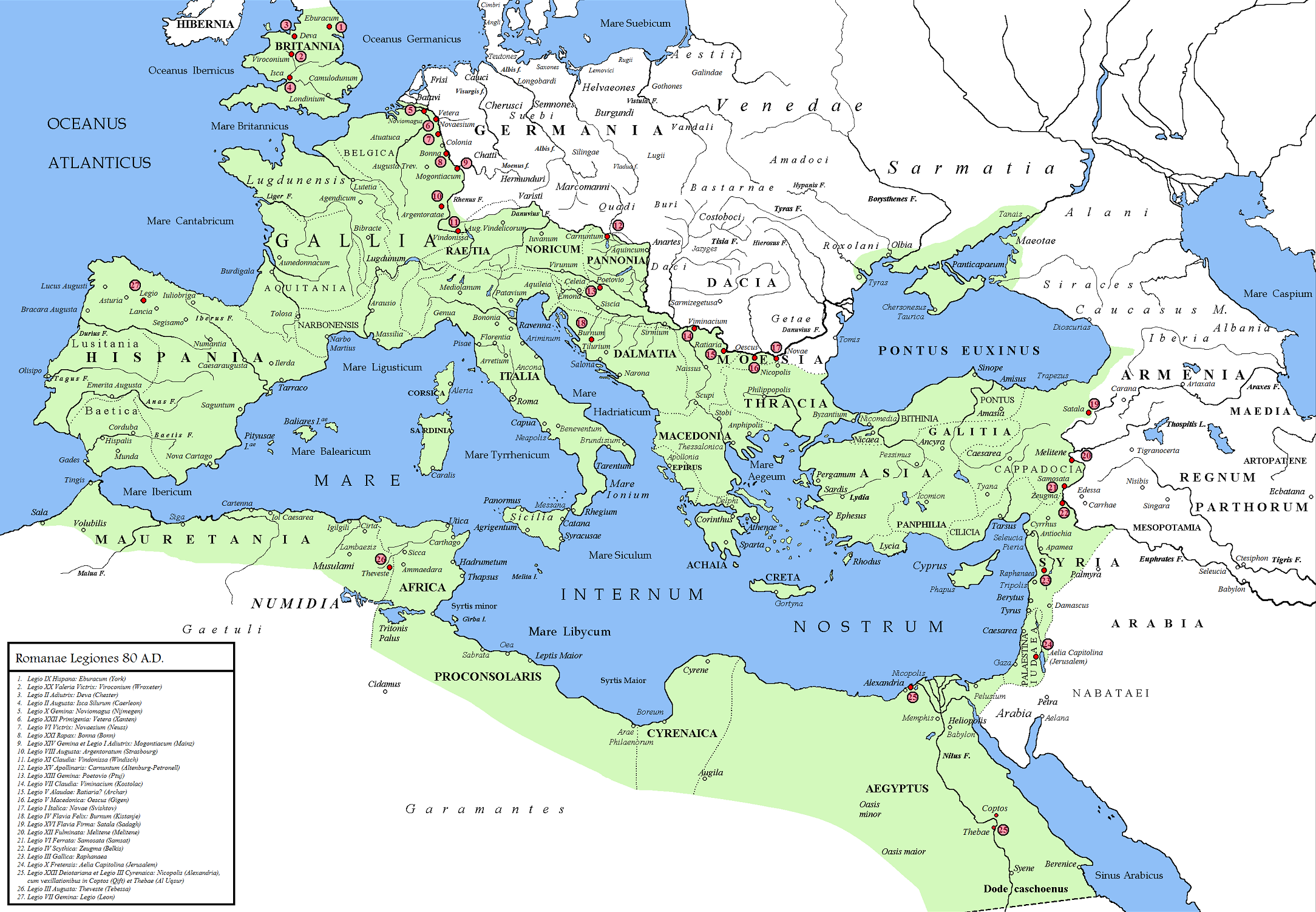
公元80年羅馬軍團番號與駐地
1. 第九軍團“西班牙”: Eboracum (約克)
2. 第廿軍團“瓦雷利亞·維克特利”: Viroconium (Wroxeter)
3. 第二軍團“阿德尤特利”: Deva (切斯特)
4. 第二軍團“奧古斯塔”: Isca Silurum (Caerleon)
5. 第十軍團“革米那”: Noviomagus (奈梅亨)
6. 第廿二軍團 Primigenia: Vetera (克桑滕)
7. 第六軍團“維克特利”: Novaesium (諾伊斯)
8. 第廿一軍團 Rapax: Bonna (波恩)
9. 第十四軍團“革米那”及第一軍團“阿德尤特利”: Moguntiacum (美因茨)
10. 第八軍團“奧古斯塔”: Argentoratum (斯特拉斯堡)
11. 第十一軍團“克勞狄亞”: Vindonissa (温迪施)
12. 第十五軍團“阿波里那利斯”: Carnuntum (佩特罗内尔-卡农图姆)
13. 第十三軍團“革米那”: Poetovio (普圖伊)
14. 第七軍團“克勞狄亞”: Viminacium (科斯托拉茨)
15. 第五軍團 Alaudae: Ratiaria (Archar)
16. 第五軍團“馬其頓”: Oescus (Gigen)
17. 第一軍團“義大利”: Novae (斯維什托夫)
18. 第四軍團 Flavia Felix: Burnum (Kistanje)
19. 第十四軍團 Flavia Firma: Satala (Sadagh)
20. 第十二軍團“富爾米那塔”: Melitene (马拉蒂亚)
21. 第六軍團“費拉塔”: Samosata (Samsat)
22. 第四軍團“斯奇提卡”: Zeugma (Belkis)
23. 第三軍團“高盧”: Raphanaea (Raphana)
24. 第十軍團“弗瑞騰西斯”: Aelia Capitolina (耶路撒冷)
25a. 第廿二軍團 Deiotariana: Nicopolis (亚历山大港)
25b. 第三軍團“昔蘭尼加”: Coptos (Qift)
26. 第三軍團“奧古斯塔”: Theveste (泰貝薩)
27. 第七軍團“革米那”: Legio (萊昂)

### 引用
1. ↑  王曾才. . . 2006: 144-148頁.
2. ↑  Bowman, Garnsey, Rathbone (eds) The Cambridge Ancient History, Volume 11 pp. 326–327
3. ↑  Birley, Anthony R. Septimius Severus: The African Emperor. (New Haven, Yale University Press, 1989) p. 40